# Borromeïsche Eilanden
De Borromeïsche Eilanden zijn een eilandengroep in het Italiaanse deel van het Lago Maggiore.
In het meer (Lago) liggen diverse eilandjes, zo ook de eilandengroep van de Borromeïsche Eilanden. Deze eilandjes liggen in de grote baai of uitham van het meer naar het westen bij Verbania.
Aan het begin van de 17e eeuw kocht de beroemde familie Borromeo een aantal eilanden in het Lago Maggiore als buitenverblijf aan. Later, in de 20e eeuw, werd de eilandengroep opengesteld voor publiek, maar Isola Bella en Isola Madre blijven grotendeels privé-eigendom en worden tijdens bepaalde periodes van het jaar nog door de familie bewoond.
De bekendste Borromeïsche Eilanden zijn:
- Isola Bella
- Isola Madre
- Isola dei Pescatori